# 暴れん坊ママ
『暴れん坊ママ』（あばれんぼうママ）は、2007年10月16日から2007年12月18日までフジテレビ系の毎週火曜21時 - 21時54分（JST）に放送されていた日本のテレビドラマ。主演は上戸彩。全10話。ハイビジョン制作。データ放送。

## 概要
バツイチの美容師と結婚した勝気な女性が夫の前妻の間に生まれた子供を引き取り、子育てに奮闘する姿や幼稚園の母親とのバトルを描いたホームコメディ。
上戸彩は、本作で初の母親役を演じた。

## 登場人物・キャスト

### 川野家
川野あゆ（かわの あゆ）〈22〉
演：上戸彩
佑樹の継母・亮の実母。哲の後妻。旧姓は吉田。母とは生まれてすぐ死別。荒々しくぶっきらぼうだが、基本はポジティブ。負けず嫌い。声の大きさは父譲り。一人称は「うち」。
佑樹を引き取ることになってしまい、日々奮闘。当初から最低限の家事はしていたが、毎日の送迎・裁縫・キャラ弁作りもこなしていく。
佑樹から「あゆ」と呼ばれ、一方の景子は「ママ」と呼ばれたことに心が揺れる。
川野哲（かわの てつ）〈34〉
演：大泉洋
あゆの夫。美容室「TETSU N.Y.」を経営している。陽気な性格だが、頼まれたら断れない優柔不断な男。変顔とノリでごまかしがちである。バツイチ。
髪型は天然パーマ（しっかり佑樹にも遺伝）。昔からスポーツが苦手（特に球技）。
川野佑樹（かわの ゆうき）
演：澁谷武尊
哲と景子の子。父親と同じく天然パーマで運動が苦手。哲曰く「分かりやすい子」。一緒に暮らし始めた当初は無口だったが、ある事件をきっかけに次第に心を開いていく。あゆの影響で麦茶好きになった。好物はモンブラン。
誰にでも優しく接することができ、さくらと莉子から好かれる。
暗記が得意で、ひらめきも悪くない（塾の体験授業では先生が絶賛するほどの好成績を出した）。
好きな電車は東急東横線5050系。
川野亮（かわの りょう）
佑樹が川野家からいなくなって2年後に生まれた子供。
吉田吾郎（よしだ ごろう）
演：大和田伸也
あゆの父。千葉県で釣り船屋を経営。言い出したら聞かない性格。船上で過ごす時間が長いため、テレビよりもラジオ派。日本酒はぬるめを好む。哲の仕事（と天然パーマ）に否定的で、さらに佑樹が現れたことで、ますます距離ができる。
哲のことは「お前」「あの男」呼ばわりである。

### さくらんぼ幼稚園
北条翠子（ほうじょう みどりこ）〈31〉
演：ともさかりえ
蓮の母。保護者会を仕切る会長。幼稚園への寄附もしている模様。挨拶は「ごきげんよう」。毎朝運転手付の車で登園している。お受験に悪影響だとして、ペースを乱すあゆや若い山口先生らに厳しく接するが、時には正論を言っている。
元国際線のスチュワーデス。
独善的で傲慢に見えるが、実はただの天然（ともさか談）。
北条一（ほうじょう はじめ）
演：東幹久
翠子の夫。職業は歯科医。哲と玉男の同級生。祐樹の入園を頼まれた縁もあり、何かと哲を遊びに誘う。三代続く歯科医院の院長。ゴルフ好きで腕前も相当。ビリヤードも好む。気前が良く、何かと川野家に世話を焼く。
子どもの頃の学芸会でお漏らししたことを哲が誰にも言わずにいて（気がつかなかっただけ）くれたことに恩義を感じている。哲を「親友」だと思っているが、哲からはそこまで思われていない。
北条蓮（ほうじょう れん）
演：谷端奏人
翠子と一の息子。礼儀正しく、運動神経も良いほう。翠子を「お母様」と呼ぶ。
花輪倫子（はなわ のりこ）
演：片瀬那奈
大輝の母。英二の妻。嫌味かつ差別的。翠子の取り巻きでゴマをすっている。自分が良く見られるために話を盛る。保護会のNo.2（八重曰く「選挙で負けた」）。夫との不仲の不満を園で解消している。
山口先生に好意を抱いている。
花輪英二（はなわ えいじ）
演：岡本光太郎
倫子の夫。外資系の金融会社に勤務。家族に愛情は持っているそうだが、仕事が忙し過ぎて気を回せない状態。家庭での存在感も薄い。
実は他の女性と浮気をしている。
花輪大輝（はなわ だいき）
演：鏑木海智
倫子と英二の息子。バイオリンを習っている。佑樹とはすぐに仲良くなった。
プレッシャーに弱く、記憶力にも自信がない様子。
両親の不仲には薄々勘づいている。
小南八重（こみなみ やえ）
演：山口紗弥加
さくらの母。高卒のため、高学歴でお嬢様育ちの園ママ達にコンプレックスを抱いており、上辺の付き合いが多い。
あゆに「目立たないように」と忠告し、余計な行動を取るとママ友の間でメールが回ることを教える。
週3回弁当工場でパートをしている（第4話）。
小南学（こみなみ まなぶ）
演：音尾琢真
八重の夫。職業は伊勢田大学の講師（未だに助手）。普段は表情が乏しく、本ばかり読んでいる。
八重が見栄を張ることを良く思っていない。
小南さくら（こみなみ さくら）
演：小西結子
八重と学の娘。
佑樹に好意を抱き、莉子に嫉妬する。
お遊戯会では演技力を買われて魔女役に選ばれる（第6話）。
植松莉香（うえまつ りか）
演：中山恵
莉子の母。挨拶は「チャオ」、莉子を褒めるときは「ブラボー」。元キャバクラ嬢らしい。スポーツカーを乗りこなしている。夫は相当な年上。
阿部先生からは「チャオママ」と呼ばれる。
ママ友のメールが回っても変わらずにあゆに接する。マイペースで、お受験も「落ちたら他の学校に行けばいい」と楽観視している。少々時間にルーズ。
植松義彦（うえまつ よしひこ）
演：山内勉
莉香の夫。いつもニコニコしていて人は良さそうだが、空気が読めない発言をする。
莉香とは再婚らしく、莉子のほかに5人の子どもがいる（第7話）。
植松莉子（うえまつ りこ）
演：小出幸果
莉香の娘。挨拶は莉香同様「チャオ」。服装や持ち物が母とほぼペアルック。
移り気で、佑樹を軽く振ってしまう。
一郎くんママ
演：細谷里絵
さりなちゃんママ
演：嶋田奏子

### 幼稚園職員
高沢理恵子（たかざわ りえこ）
演：岡江久美子
園長先生。教育者としても経営者としてもシビア。
翠子からは「あゆが来てから変わった」と言われる。
山口洋平（やまぐち ようへい）
演：向井理
保父。地域へのアピールも兼ねて採用された。
花輪倫子に好かれている。
阿部直也（あべ なおや）
演：瀬戸康史（D-BOYS）
保父。ときどき浮ついた言動をする。
あゆのことがタイプらしい。

### 近所の住民
金井玉男（かない たまお）
演：日村勇紀（バナナマン）
哲の悪友。愛称は「玉（ちゃん）」「キノコ」。クリーニング店を経営。娘が1人いる。
用事がないのに哲の店にやって来る。
金井幸子（かない さちこ）
演：広岡由里子
哲曰く「若い頃は良かった」。愛称は「さっちゃん」。サバサバした性格。現在は玉男を尻に敷いてコントロールしている。
佑樹のお受験に協力する。
金井愛子（かない あいこ）
演：荻窪加奈恵
金井夫妻の娘。眼鏡をかけている。母から「愛ちゃん」と呼ばれる。

### その他
岩崎景子（いわさき けいこ）
演：紺野まひる
佑樹の実母（哲の前妻）。
佑樹を預けてドバイへ行っていた。
第4話にて帰国し、アポなしでやって来る。あゆに「佑樹との時間がほしい」と言い、哲に「佑樹を連れて帰りたくなる」と言い、川野家をかき乱す。
哲に300万円貸している。
「秀育塾」の先生
演：宮田早苗
哲の友人
演：近藤春菜（ハリセンボン）

## スタッフ
- 脚本：大石静
- 演出：佐藤祐市、石川淳一、北川学
- プロデュース：永井麗子
- 音楽：服部隆之
- 主題歌：mihimaru GT 「I SHOULD BE SO LUCKY」
- 企画：大辻健一郎
- ナレーション：武田広
- 制作：フジテレビジョン・共同テレビ

## 放送日程
| 各話                                                       | 放送日         | サブタイトル               | 視聴率 |
| ---------------------------------------------------------- | -------------- | -------------------------- | ------ |
| 第1話                                                      | 2007年10月16日 | なんで私がママなのよっ!!   | 15.3%  |
| 第2話                                                      | 2007年10月23日 | 突撃!! 園ママデビュー戦    | 14.2%  |
| 第3話                                                      | 2007年10月30日 | オヤジ襲来!! 退園の危機    | 11.8%  |
| 第4話                                                      | 2007年11月6日  | 見た!! 園ママ社会のウソ    | 11.6%  |
| 第5話                                                      | 2007年11月13日 | 衝撃! 本当のママの秘密     | 11.7%  |
| 第6話                                                      | 2007年11月20日 | 初恋!!（秘）ヒヒーン作戦!? | 11.1%  |
| 第7話                                                      | 2007年11月27日 | 息子は天才!?お受験参戦     | 11.9%  |
| 第8話                                                      | 2007年12月4日  | 大迷惑!! 空気読めない男    | 11.0%  |
| 第9話                                                      | 2007年12月11日 | 大逆転!! 波乱のXマス会     | 10.9%  |
| 最終話                                                     | 2007年12月18日 | 涙の卒園式…愛しい子よ      | 14.2%  |
| 平均視聴率12.4% （視聴率は関東地区・ビデオリサーチ社調べ） |                |                            |        |

## 放送時間
- 火曜日21：00-22：04（第1話）※初回拡大のため
- 火曜日22：00-22：54（第3話）※プロ野球中継延長のため
- 火曜日21：20-22：14（第7話）※バレーボール中継延長のため
- 火曜日21：00-21：54（第2話、第4～6話、第8～第10話）

## 備考
- 本編でしばしば歌われる鼻歌は、大泉が所属している演劇ユニット「TEAM NACS」の公演で使われた曲「ナックスハリケーン」（作詞・作曲：大泉洋）の替え歌。
- このドラマに出演したことから、大泉洋の髪型（天然パーマ）は、「暴れん坊ヘアー」と揶揄されている。また、『めちゃイケ』のフジテレビ警察でもネタにされ、大泉本人は「暴れん坊ヘアー丸出し」（猥褻物陳列罪）として、また、子役の澁谷武尊にも強制的に大泉の髪型をさせた（フジテレビ警察では、「暴れん坊ヘアー(小)」とされた）として、併せて強制猥褻罪として逮捕されている。
- 同枠においては、この作品より番組連動データ放送が開始され、キャストの紹介やプレゼントクイズが実施されている。
- 同枠では前作の『花ざかりの君たちへ〜イケメン♂パラダイス〜』までは都内のスタジオで収録されていたが、この作品より湾岸スタジオで収録されるようになった。